# Jackie McGrory
John "Jackie" McGrory (født 15. november 1941, død 12. oktober 2004) var en skotsk fodboldspiller (midterforsvarer).
På klubplan tilbragte McGrory hele sin aktive karriere, fra 1960 til 1973, hos Kilmarnock F.C. Her var han i 1965 med til at sikre klubben dets hidtil eneste skotske mesterskab nogensinde.
McGrory spillede desuden tre kampe for Skotlands landshold, som han debuterede for 21. oktober 1964 i en VM-kvalifikationskamp på hjemmebane mod Finland.

## Titler
Skotsk mesterskab
- 1965 med Kilmarnock